# Черниці (Пижицький повіт)
Черниці (пол. Czernice) — село в Польщі, у гміні Пижиці Пижицького повіту Західнопоморського воєводства.
Населення — 64 особи (2011).
У 1975-1998 роках село належало до Щецинського воєводства.

## Демографія
Демографічна структура станом на 31 березня 2011 року:
|          | Загалом | Допрацездатний вік | Працездатний вік | Постпрацездатний вік |
| -------- | ------- | ------------------ | ---------------- | -------------------- |
| Чоловіки | 40      | 21                 | 17               | 2                    |
| Жінки    | 24      | 13                 | 8                | 3                    |
| Разом    | 64      | 34                 | 25               | 5                    |